# Čorroaivi
Čorroaivi är ett berg i Finland. Det ligger i Enontekis kommun i landskapet Lappland, i den norra delen av landet, 900 km norr om huvudstaden Helsingfors. Toppen på Čorroaivi är 480 meter över havet.
Terrängen runt Čorroaivi är huvudsakligen lite kuperad.  Trakten runt Čorroaivi är nära nog obefolkad, med mindre än två invånare per kvadratkilometer. Närmaste större samhälle är Hetta, 15,9 km söder om Čorroaivi. Omgivningarna runt Čorroaivi är i huvudsak ett öppet busklandskap.